# Томас Лам
Томас Лам (фін. Thomas Lam, нар. 18 грудня 1993, Амстердам) — фінський футболіст, захисник клубу «Ноттінгем Форест».
Виступав, зокрема, за клуби АЗ та «Зволе», а також національну збірну Фінляндії.
Володар Кубка Нідерландів. Володар Суперкубка Нідерландів.

## Клубна кар'єра

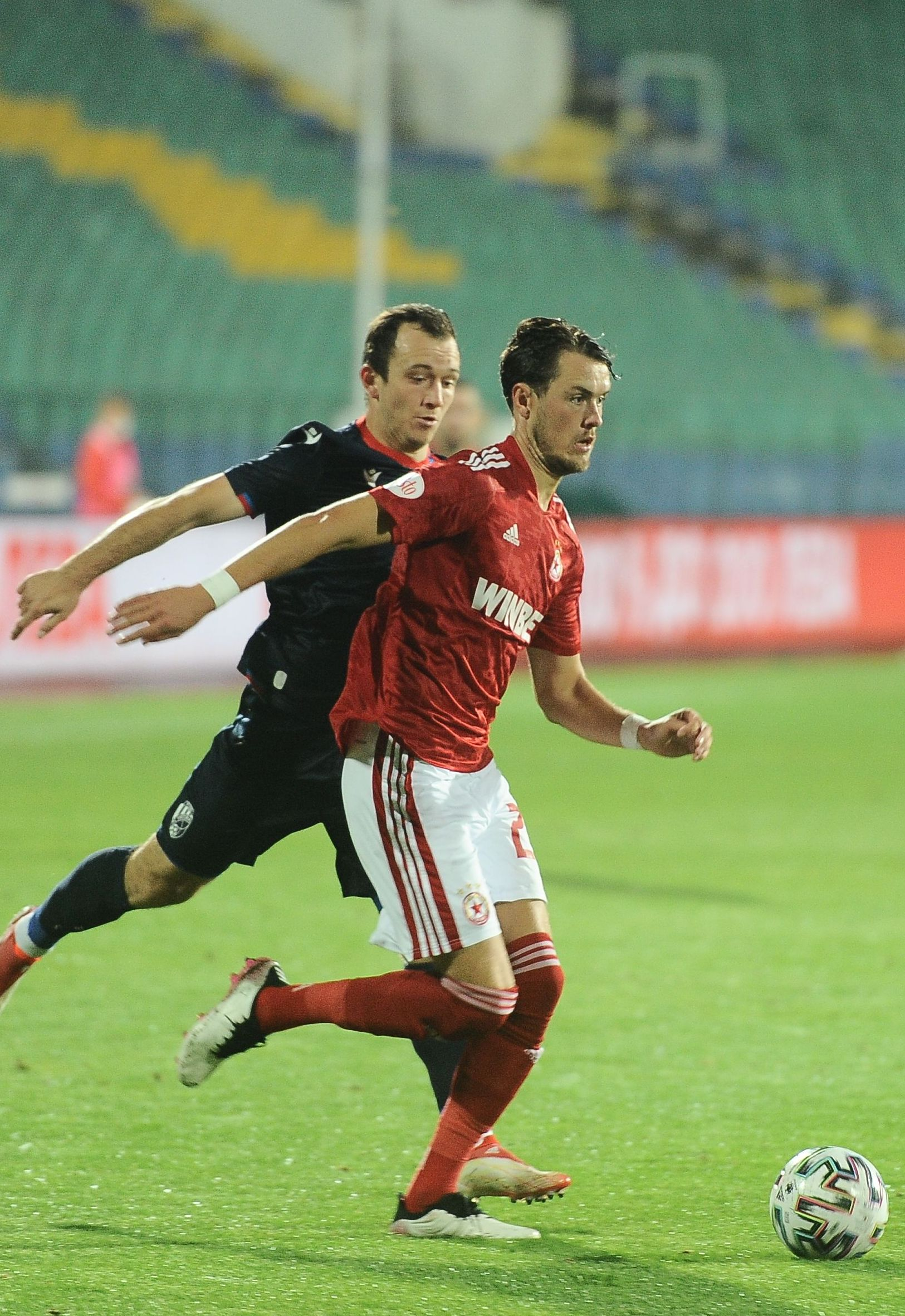

Народився 18 грудня 1993 року в місті Амстердам. Вихованець футбольної школи клубу АЗ. Дорослу футбольну кар'єру розпочав 2011 року в основній команді того ж клубу, в якій провів три сезони, взявши участь лише у 6 матчах чемпіонату. 
Своєю грою за цю команду привернув увагу представників тренерського штабу клубу «Зволе», до складу якого приєднався 2014 року. Відіграв наступні два сезони своєї ігрової кар'єри. Більшість часу, проведеного у складі У складі, був основним гравцем захисту команди.
До складу клубу «Ноттінгем Форест» приєднався 2016 року. Відтоді встиг відіграти за команду з Ноттінгема 4 матчі в національному чемпіонаті.

## Виступи за збірні
У 2009 році дебютував у складі юнацької збірної Фінляндії, взяв участь у 13 іграх на юнацькому рівні.
Протягом 2012–2014 років залучався до складу молодіжної збірної Фінляндії. На молодіжному рівні зіграв в 11 офіційних матчах, забив 1 гол.
У 2015 році дебютував в офіційних матчах у складі національної збірної Фінляндії. Наразі провів у формі головної команди країни 7 матчів.

## Титули і досягнення
- Володар Кубка Нідерландів (1):

АЗ: 2012-13
- Володар Суперкубка Нідерландів (1):

«Зволе»: 2014